# Johannes Messchaert

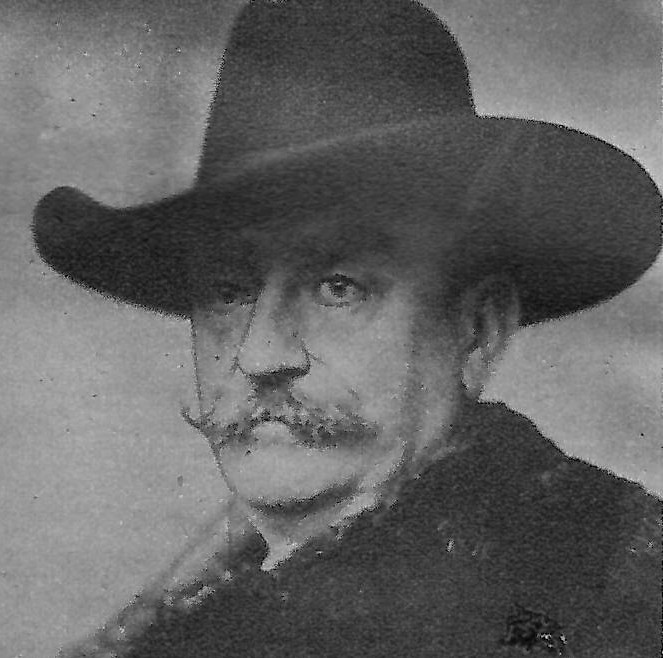
Johannes Messchaert, fotografiert von Alice Matzdorff, um 1917

Johannes Martinus Messchaert (* 22. August 1857 in Hoorn; † 9. September 1922 in Zürich) war ein niederländischer Sänger der Stimmlage Bariton und Gesangspädagoge.

## Leben und Werk
Johannes Messchaert studierte an den Konservatorien in Köln (Karl Schneider), Frankfurt am Main (Julius Stockhausen) und München (Franz Wüllner).

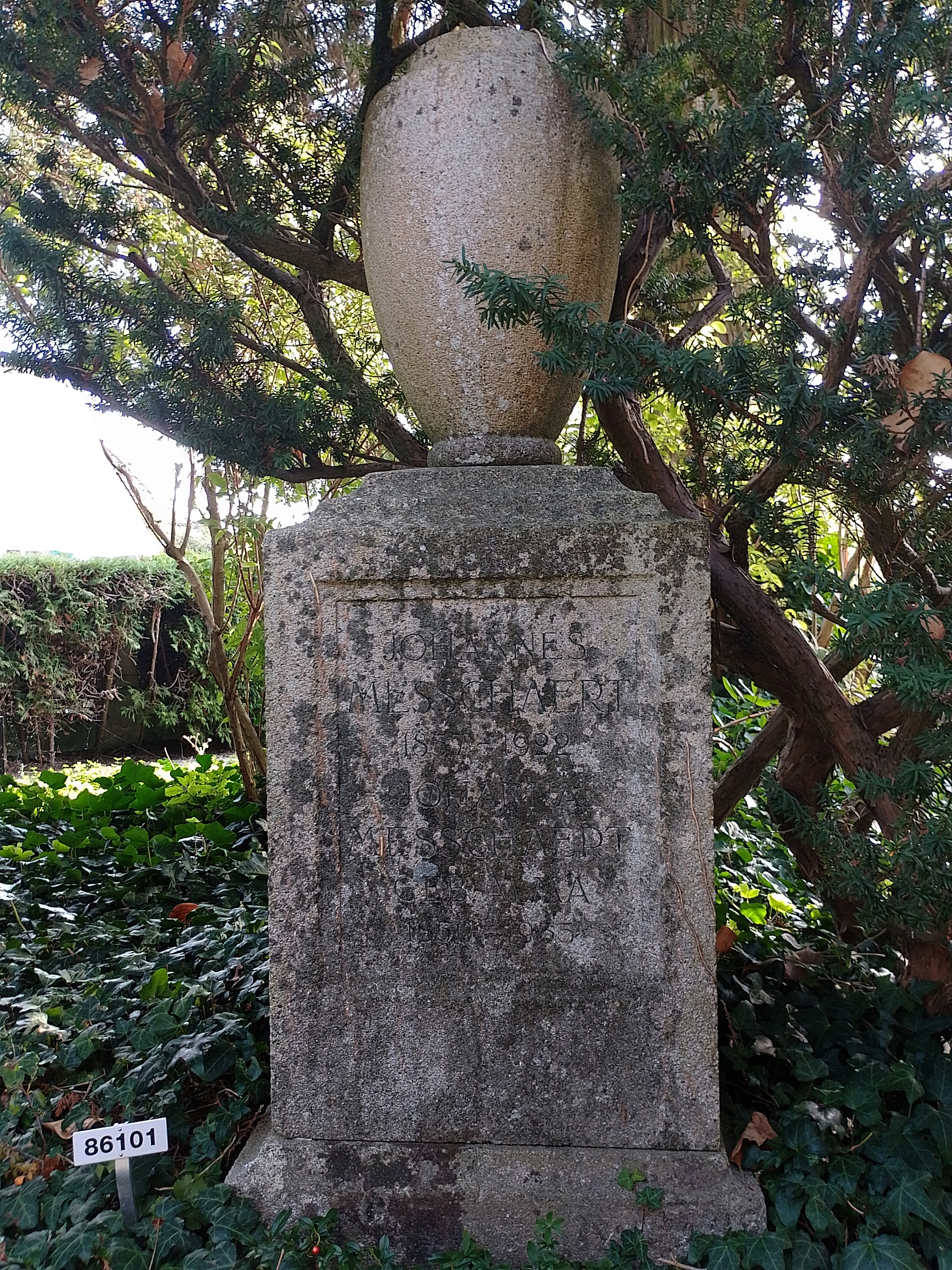
Grab, Friedhof Rehalp, Zürich

Johannes Messchaert begann seine Karriere 1881 als Lehrer und Vereinsdirigent in Amsterdam. Er entwickelte sich bald zu einem überall begehrten Konzert- und Oratoriensänger. Er war ein ebenso bedeutender Liedsänger wie auch großer Bach-Interpret. 1890 ließ er sich in Wiesbaden nieder. Er unterrichtete am Hoch’schen Konservatorium in Frankfurt am Main und ab 1920 am Zürcher Konservatorium.
Aus seiner Ausbildungstätigkeit gingen eine Reihe hervorragender Sänger und Gesangspädagogen hervor. Eine Auswahl von Schubert-Liedern gab seine Schülerin Franziska Martienssen-Lohmann (zwei Bände Mainz 1928) heraus.
Johannes Messchaert war mit Johanna, geborene Alma (1859–1935) verheiratet. Seine letzte Ruhestätte fand er auf dem Friedhof Rehalp in Zürich.